# Honkasaari (ö i Finland, Norra Savolax, Kuopio, lat 62,92, long 27,16)
Honkasaari är en ö i Finland. Den ligger i sjön Saittajärvi och i kommunen Kuopio i den ekonomiska regionen  Kuopio ekonomiska region  och landskapet Norra Savolax, i den centrala delen av landet, 300 km norr om huvudstaden Helsingfors. Öns area är 1,3 hektar och dess största längd är 250 meter i sydöst-nordvästlig riktning.